# Qualificazioni al campionato europeo maschile di calcio 2012 - Gruppo I

## Risultati
| Kaunas 3 settembre 2010, ore 20:15 CEST | Lituania     | 0 – 0 referto | Scozia | S. Darius and S. Girėnas Stadium\| Arbitro: \| Cüneyt Çakır \| |
| Arbitro:                                | Cüneyt Çakır |               |        |                                                                |

| Arbitro: | Bülent Yıldırım |

|  |           |                                    |
|  | Marcatori | 18’ 54’ Torres 26’ Villa 62’ Silva |

| Arbitro: | Alon Yefet |

|  |           |            |
|  | Marcatori | 26’ Šernas |

| Arbitro: | Viktor Shvetsov |

|                          |           |           |
| Miller 53’ McManus 90+7’ | Marcatori | 47’ Frick |

| Arbitro: | Ivan Bebek |

|            |           |  |
| Hubník 69’ | Marcatori |  |

| Arbitro: | Gianluca Rocchi |

|                            |           |            |
| Llorente 47’ 56’ Silva 79’ | Marcatori | 54’ Šernas |

| Arbitro: | Stanislav Sukhina |

|  |           |                      |
|  | Marcatori | 12’ Necid 29’ Kadlec |

| Arbitro: | Massimo Busacca |

|                               |           |                                           |
| Naismith 58’ Piqué 66’ (aut.) | Marcatori | 44’ (rig.) Villa 55’ Iniesta 79’ Llorente |

| Arbitro: | Viktor Kassai |

|                      |           |            |
| Villa 69’ 72’ (rig.) | Marcatori | 29’ Plašil |

| Arbitro: | Ovidiu Alin Hategan |

|                        |           |  |
| Baroš 3’ M. Kadlec 70’ | Marcatori |  |

| Arbitro: | Laurent Duhamel |

|                  |           |                                        |
| Stankevicius 57’ | Marcatori | 19’ Xavi 70’ (aut.) Kijanskas 83’ Mata |

| Arbitro: | Artyom Kuchin |

|                       |           |  |
| Erne 7’ Polverino 36’ | Marcatori |  |

| Kaunas 2 settembre 2011, ore 17:00 CEST | Lituania          | 0 – 0 referto | Liechtenstein | S. Darius and S. Girėnas Stadium\| Arbitro: \| Ken Henry Johnsen \| |
| Arbitro:                                | Ken Henry Johnsen |               |               |                                                                     |

| Arbitro: | Kevin Blom |

|                            |           |                                 |
| Miller 45’ D. Fletcher 82’ | Marcatori | 78’ Plašil 90’ (rig.) M. Kadlec |

| Arbitro: | Kristinn Jakobsson |

|                 |           |  |
| S. Naismith 50’ | Marcatori |  |

| Arbitro: | Harald Lechner |

|                                                         |           |  |
| Negredo 33’ 37’ Xavi 44’ Sergio Ramos 52’ Villa 59’ 79’ | Marcatori |  |

| Arbitro: | Paolo Tagliavento |

|  |           |                                     |
|  | Marcatori | 7’ Juan Manuel Mata 23’ Xabi Alonso |

| Arbitro: | Tom Harald Hagen |

|  |           |                   |
|  | Marcatori | 32’ Mackail-Smith |

| Arbitro: | David Fernández Borbalán |

|                   |           |                                           |
| Šernas 68’ (rig.) | Marcatori | 2’ (rig.) 85’ (rig.) Kadlec 16’ 45’ Rezek |

| Arbitro: | Stefan Johannesson |

|                        |           |                       |
| Silva 6’ 44’ Villa 54’ | Marcatori | 66’ (rig.) Goodwillie |

| Squadra       | P.ti | G | V | P | S | RF | RS | DR  |
| ------------- | ---- | - | - | - | - | -- | -- | --- |
| Spagna        | 24   | 8 | 8 | 0 | 0 | 26 | 6  | +20 |
| Rep. Ceca     | 13   | 8 | 4 | 1 | 3 | 12 | 8  | +4  |
| Scozia        | 11   | 8 | 3 | 2 | 3 | 9  | 10 | -1  |
| Lituania      | 5    | 8 | 1 | 2 | 5 | 4  | 13 | -9  |
| Liechtenstein | 4    | 8 | 1 | 1 | 6 | 3  | 17 | -14 |

## Classifica marcatori
7 gol
- David Villa

4 gol
- David Silva

3 gol
- Václav Kadlec
- Darvydas Šernas
- Fernando Llorente

2 gol
- Michal Kadlec
- Jaroslav Plašil
- Jan Rezek
- Kenny Miller
- Steven Naismith

- Juan Manuel Mata
- Álvaro Negredo
- Fernando Torres
- Xavi

1 gol
- Milan Baroš
- Roman Hubník
- Tomáš Necid
- Philippe Erne
- Mario Frick

- Michele Polverino
- Marius Stankevičius
- Darren Fletcher
- David Goodwillie
- Craig Mackail-Smith

- Stephen McManus
- Xabi Alonso
- Andrés Iniesta
- Sergio Ramos

Autoreti
1 : Tadas Kijanskas (pro  Spagna) 

1 : Gerard Piqué (pro  Scozia)